# Берні (Тасманія)
Берні (англ. Burnie) — місто у штаті Тасманія, Австралія. Є центром однойменного округу. Населення - 19 160 чол. (за даними 2010 року).
У Берні знаходиться найбільша в Австралії плантація евкаліптів, а також паперова фабрика, на якій виставляють роботи місцевих художників.

## Клімат
Середня температура літа від 12,5 до 21 °C а в ясні дні до 30 °C, з близько 16 сонячними годинами щодня. Взимку температура від 6 до 13 °C і тільки 8 годин сонця. Відносна вологість близько 60% протягом усього року.
Берні має в середньому за рік 994 мм опадів. Більшість опадів випадає за холодні місяці з травня по жовтень. Літні місяці сонячні і тільки зрінка щощові. Середня температура січня-березня 20-25 °C.

## Економіка
Основні галузі: машинобудування; лісове господарство, сільське господарство.

## Транспорт
Аеропорт Берні розташований у сусідньому місті Віньярд, за 20 хвилин на авто від Берні.
Порт Берні є п'ятим за величиною контейнерним портом в Австралії. З поміж тасманських портів він найближчий до Мельбурна і основної частини Австралії.
Берні зв'язаний з Девонпортом чотирисмуговим шосе Bass і залізницею, яка використовується для перевезення вантажів. Берні також зв'язаний із західним узбережжям Тасманії Мерчісон шосе.
Автобусний сервіс Metro Tasmania забезпечує транспортне сполучення в місті та околицях., Redline Coaches забезпечує автобусний зв'язок з іншими містами і до міста Хобарт.

## Спорт
В Берні популярний футбол за австралійськими правилами. Також популярний регбі.